# Георги Стоилов (архитект)
Вижте пояснителната страница за други личности с името Георги Стоилов.
Георги Владимиров Стоилов е български архитект, партизанин и политик от Българската комунистическа партия (БКП).

## Биография
Георги Стоилов е роден на 3 април 1929 г. в село Кондофрей, Радомирско.
Участва в партизанското движение по време на Втората световна война. На петнадесетгодишна възраст е партизанин в Радомирския партизански отряд (1944). Става член на комунистическия Работнически младежки съюз през 1944 г., а на БКП през 1949 г. Участва във войната срещу Германия.
След войната завършва Втора мъжка гимназия и специалност архитектура в Московския архитектурен институт (1954). Професионална кариера започва като архитект-проектант в „Главпроект“ (1954). В продължение на една година специализира градоустройство в Париж (1965).
По негови проекти са строени хотел „Рила“, сградата на БНР, хотелски комплекс „Орбита“ (София); на черноморското крайбрежие: международен младежки лагер, хотелите „Интернационал“, „Емона“, „Рубин“ и „Акациите“; Националния център за въздушен контрол, резидентски комплекс в Дубна, Русия. Автор и на многобройни архитектурно-скулптурни паметници като мемориалите „Бузлуджа“, „Беклемето“ и пантеона „Гургулят“.
Георги Стоилов е кмет на София (председател на Столичния градски народен съвет) от 21 септември 1967 до 11 ноември 1971 година. Този период е свързан с неколкократно увеличаване на общинския бюджет във връзка с изграждането на редица представителни съоръжения, първите от тях свързани със Световния младежки фестивал в София през 1968 година. По това време са изготвени първите проекти за Софийското метро и големите жилищни комплекси „Люлин“ и „Младост“.
Между 1971 и 1990 г. е член на ЦК на БКП. От 1971 до 1973 г. е министър на Министерство на архитектурата и благоустройството. От 1973 до 1979 г. завежда отдел „Строителство и архитектура“ при ЦК на БКП. През 1979 г. е назначен за председател на Съюза на архитектите в България, който ръководи дълги години.
Председател на Международния съюз на архитектите (1985 – 1987). Президент е на базираната в София Международна архитектурна академия от основаването ѝ през 1987 г.

## Признание и отличия
Награждаван е с орден „Георги Димитров“, почетното звание „Герой на социалистическия труд“ и „Народен архитект“, както и с Димитровска награда.
През 1995 г. става почетен член на Руската художествена академия.
През 2004 г. Столичният общински съвет го удостоява със званието „Почетен гражданин на София“. Награден е с Орден „Стара планина“ I степен „за особено големи заслуги в архитектурата“ (2010).

## Известни проекти
- Хотел „Интернационал“ на Златни пясъци (1965)
- Новата сграда на Българското радио в София (1972)
- Бившият хотел „Орбита“ в София
- Паметник на Бузлуджа (1981)
- Пантеон „Майка България“ в Гургулят (1985)
- Мемориал „Беклемето“
- Ръководство на въздушното движение в София (2001)